# Zittelhaus
Das Zittelhaus ist eine Schutzhütte der Sektion Rauris des Österreichischen Alpenvereins (ÖAV). Sie liegt direkt auf dem Gipfel des Hohen Sonnblicks auf 3106 m ü. A. in der Goldberggruppe im Land Salzburg in Österreich.

## Geschichte

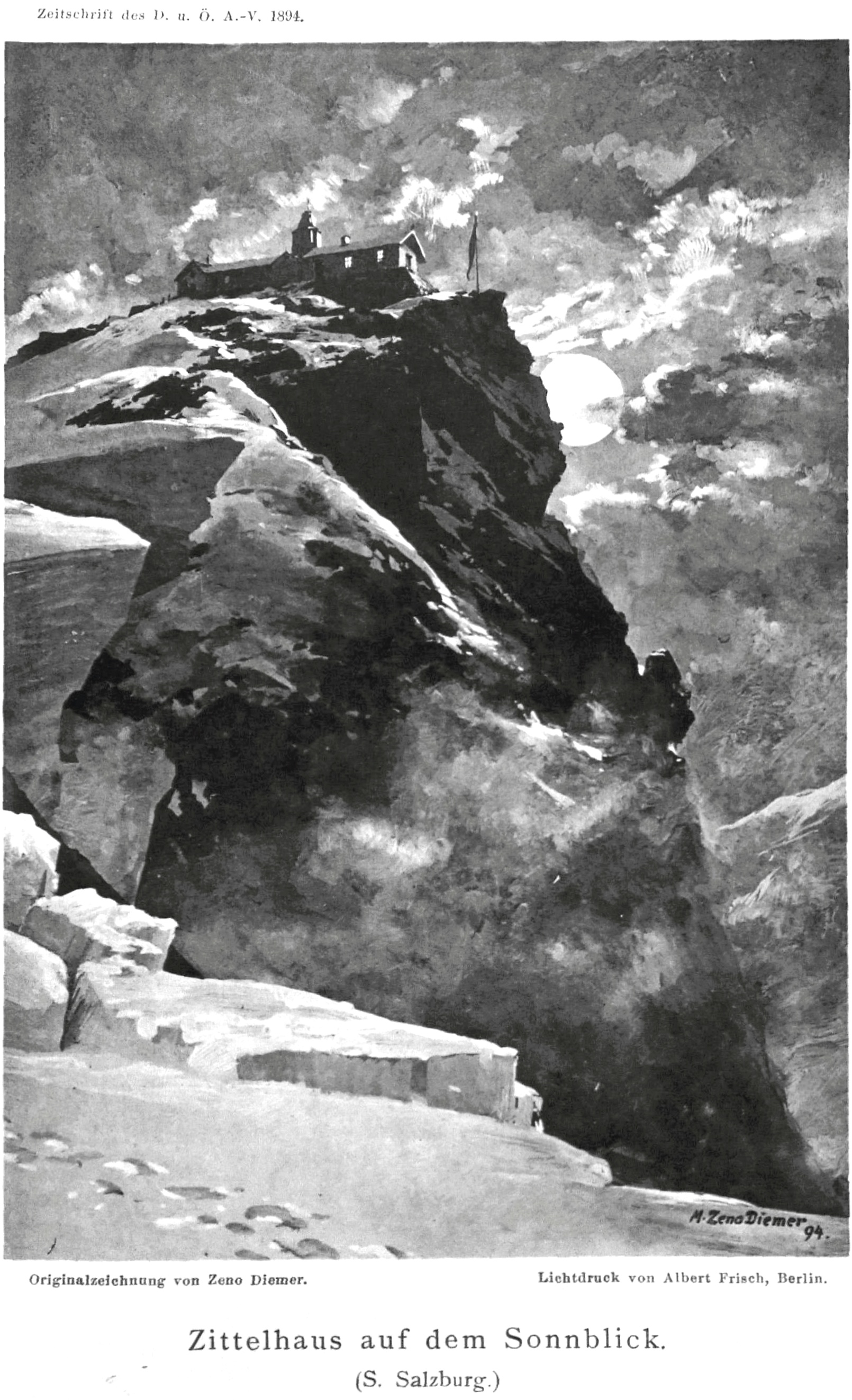
Zittelhaus um 1894

Johannes Emmer schreibt 1894 im Artikel Geschichte des Deutschen und Oesterreichischen Alpenvereins:
„Im Jahre 1885 regte der Besitzer von Kolm-Saigurn, Ignaz Rojacher, die Errichtung einer meteorologischen Station auf dem Gipfel des Sonnblick bei Herrn Hofrath Dr. J. Hann an. Letzterer setzte sich mit dem damaligen C.-A. [Centralausschuss bzw. Vorstand der Sektion] Salzburg in Verbindung, und dieser beschloss die Erbauung und Erhaltung eines Stationshauses zu übernehmen. Die G.-V. [Generalversammlung] bewilligte die erforderlichen Mittel und Ig. Rojacher übernahm den Bau des Hauses, welches bereits am 2. Sept. 1886 feierlich eröffnet werden konnte. Mit der Oesterr. Gesellschaft für Meteorologie wurde ein Uebereinkommen geschlossen, laut welchem für die meteor. Station die zwei unteren Räume überlassen wurden. Die Gesellschaft hatte auf ihre Kosten ausserdem einen steinernen Beobachtungsthurm errichten lassen. Der starke Besuch des Hauses veranlasste jedoch schon 1888, an die Erweiterung zu denken. Am 28. Mai 1886 wurde vom C.-A. München mit Rojacher ein Vertrag abgeschlossen, laut welchem dieser den Grund in das Eigenthum des D. u. Oe. A.-V. abtrat und sich verpflichtete, um den Betrag von 5000 fl. einen Zubau auszuführen. Derselbe wurde im Laufe des Jahres 1889 ausgeführt. Gemäss Beschluss der G.-V. Bozen erhielt das Haus Zu Ehren des C.-A. München und dessen Präsidenten Dr. v. Zittel den Namen Zittelhaus, und wurde am 28. Juli 1890 feierlich die Widmungstafel enthüllt. Da nach dem in Mainz beschlossenen Statut der C.-A. nicht Eigenthümer des Hauses bleiben konnte, trat derselbe mit der S. [Sektion] Salzburg wegen Uebernahme desselben in Verbindung, und wurden am 23. Okt. 1891 mit der S. Salzburg und der Oesterr. Gesellschaft für Meteorologie protokollarisch Vereinbarungen getroffen, gemäss welchen das Zittelhaus in den Besitz der S. Salzburg überging und die Verhältnisse bezüglich der meteorologischen Station geregelt wurden. Das Zittelhaus liegt auf dem Gipfel des Sonnblick 3106 m, steht auf eigenthümlich erworbenem Grunde, ist aus Holz erbaut (nur der Beobachtungsthurm aus Bruchsteinen) und enthält Vorräume, Küche mit Speisekammer, Gastzimmer, drei Schlafzimmer mit 8 und 2 Betten, einen Schlafraum mit 13 Matratzenlagern, zwei Führer-Schlafräume mit 9 und 4 Lagerstellen; ferner für die meteorologische Station ein Beobachter- und ein Gelehrten-Zimmer (mit je einem Bette). Das Haus ist auch im Winter bewirthschaftet und telephonisch mit Rauris verbunden. Die Baukosten des ersten Hauses betrugen 2385,19 fl.‚ jene des Zubaues 5000 fl. Insgesammt hat die Centralkasse für das Haus und die damit verbundenen Weganlagen (bis Ende 1893) 14246‚85 M. aufgewendet. (Die meteorologische Station wurde mit 10247‚40 M. unterstützt.) Besuch: 3443 P. [Personen]
Thalstationen: Kolm-Saigurn 4 Std., Heiligenblut 6 Std.“
1925 erwarb die Sektion Halle des Deutschen und Österreichischen Alpenvereins (DuOeAV) das Haus. 1984 kaufte die Sektion Rauris des Österreichischer Alpenvereins (ÖAV) die Hütte.

## Zustiege
- Fleißkehre der Großglockner-Hochalpenstraße, 1522 m ü. A., Gehzeit 7 Stunden
- Kolm-Saigurn, 1598 m ü. A., Gehzeit 5 Stunden

## Übergänge
- Rojacher Hütte, 2718 m ü. A., Gehzeit 1 Stunde 30 Minuten
- Duisburger Hütte, 2572 m ü. A., Gehzeit 3 Stunden
- Niedersachsenhaus, 2471 m ü. A., Gehzeit 4 Stunden
- Schutzhaus Neubau, 2175 m ü. A., Gehzeit 2 Stunden

## Touren
- Schareck 3122 m ü. A., Gehzeit 4 Stunden
- Hocharn 3254 m ü. A., Gehzeit 3 Stunden 30 Minuten
- Goldbergspitze 3072 m ü. A., Gehzeit 1 Stunde
- Hoher Sonnblick 3105 m ü. A., Gehzeit 5 Minuten

Vom Hohen Sonnblick führt der Klagenfurter Jubiläumsweg über den Hocharn, die Krumlkeesscharte mit dem Otto-Umlauft-Biwak zum Hochtor und weiter zum Wallackhaus. Es handelt sich dabei um eine hochalpine Gratbegehung im I. Schwierigkeitsgrad, teilweise über Gletscher, und einer Gehzeit von 11 bis 15 Stunden.
Das Zittelhaus ist weiters ein wichtiger Stützpunkt für Weitwanderer auf dem Zentralalpenweg und dem Tauernhöhenweg.

## Karte
- Alpenvereinskarte Blatt 42, 1:25.000, Sonnblick